# Mistrzostwa Afryki w Zapasach 2020

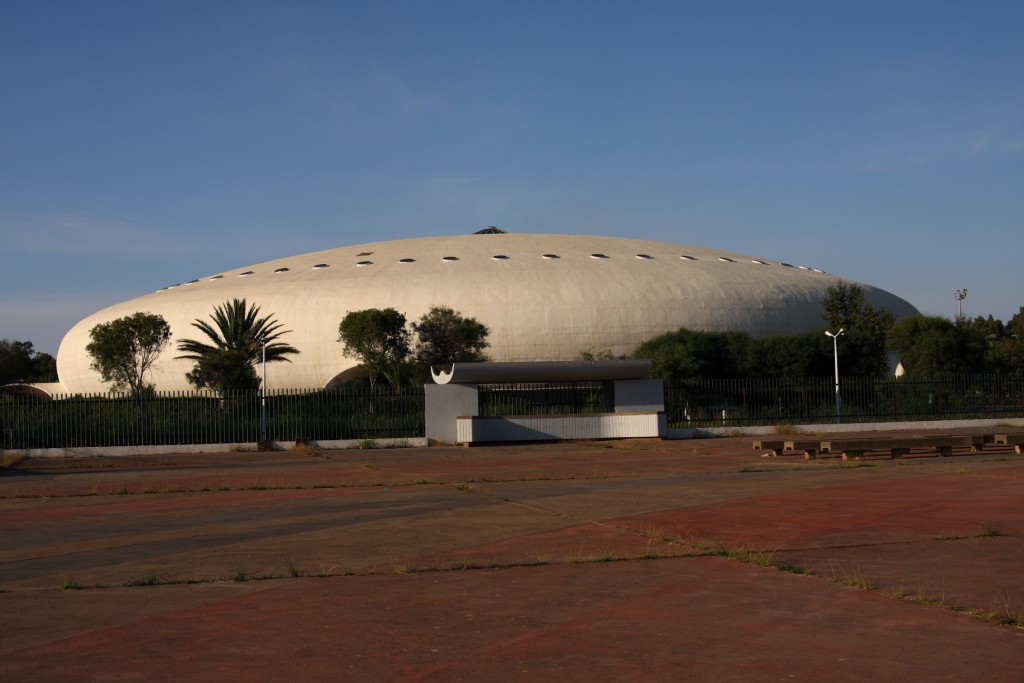
La Coupole Arena

Mistrzostwa Afryki w zapasach w 2020 roku rozegrane zostały w dniach 4 – 9 lutego w Algierze w Algierii na terenie La Coupole d’Alger Arena.

## Tabela medalowa
Opracowano na podstawie materiałów źródłowych.
     Gospodarz zawodów został zaznaczony kolorem.
| Klasyfikacja medalowa | Klasyfikacja medalowa | Klasyfikacja medalowa | Klasyfikacja medalowa | Klasyfikacja medalowa | Klasyfikacja medalowa |
| --------------------- | --------------------- | --------------------- | --------------------- | --------------------- | --------------------- |
| Miejsce               | Kraj                  | Złoto                 | Srebro                | Brąz                  | Razem                 |
| 1.                    | Algieria              | 9                     | 5                     | 7                     | 21                    |
| 2.                    | Egipt                 | 8                     | 8                     | 10                    | 26                    |
| 3.                    | Nigeria               | 6                     | 5                     | 2                     | 13                    |
| 4.                    | Tunezja               | 5                     | 7                     | 8                     | 20                    |
| 5.                    | Gwinea Bissau         | 1                     | 1                     | 0                     | 2                     |
| 6.                    | Kamerun               | 1                     | 0                     | 1                     | 2                     |
| 7.                    | Południowa Afryka     | 0                     | 1                     | 3                     | 4                     |
| 8.                    | Madagaskar            | 0                     | 1                     | 0                     | 1                     |
| 8.                    | Namibia               | 0                     | 1                     | 0                     | 1                     |
| 8.                    | Senegal               | 0                     | 1                     | 0                     | 1                     |
| 11.                   | Maroko                | 0                     | 0                     | 2                     | 2                     |
| 12.                   | Angola                | 0                     | 0                     | 1                     | 1                     |
| 12.                   | Burkina Faso          | 0                     | 0                     | 1                     | 1                     |
| 12.                   | Maroko                | 0                     | 0                     | 1                     | 1                     |
| Razem                 | Razem                 | 30                    | 30                    | 36                    | 96                    |

## Wyniki

### styl klasyczny
| Waga   | Złoto:                             | Srebro:                            | Brąz:                                 |
| 55 kg  | Abdelkarim Fergat                  | Romio Goliath                      | Jusuf Muhammad Harbi Sabit            |
| 60 kg  | Hajsam Mahmud                      | Abdennour Laouni                   | Abderrazak Rouinbi                    |
| 63 kg  | Abdeldjebar Djebbari               | Mustafa Muhammad                   | Hamed Tchoufon                        |
| 67 kg  | Muhammad Ibrahim as-Sajjid Ibrahim | Ishak Ghaiou                       | Radwane Tarhouni                      |
| 72 kg  | Abu Halima as-Sa’id                | Lamjed Maafi                       | Tarik Aziz Bin Isa                    |
| 77 kg  | Abdelkrim Ouakali                  | Wa’il Hamdi Muhammad Abd ar-Rahman | Mohamed Landolsi                      |
| 82 kg  | Chawki Doulache                    | Ghaieth Hannachi                   | Muhammad Mahmud as-Sajjid Ahmad Salim |
| 87 kg  | Bachir Sidazara                    | Muhammad Mustafa Mutawalli         | Mohamed Missaoui                      |
| 97 kg  | Adam Budżamalin                    | Hajkal al-Aszuri                   | Nur ad-Din Hani Muhammad Dżuma Hasan  |
| 130 kg | Abd al-Latif Muhammad Ahmad        | Amine Guennichi                    | Hichem Kouchit                        |

### styl wolny
| Waga   | Złoto:                                   | Srebro:                            | Brąz:                                           |
| 57 kg  | Abdelhak Kherbache                       | Diamantino Iuna Fafé               | Jakobo Tau Dżamal Abd an-Nasir Hanafi Muhammad  |
| 61 kg  | Abdelghani Benatallah                    | Yousef Mohamed Yousef Eissa        | Szakir Ansari                                   |
| 65 kg  | Mbunde Cumba Mbali                       | Amas Daniel                        | Amar Laissaoui Fathi Tarik Fathi Atijja Isma’il |
| 70 kg  | Heithem Dakhlaoui                        | Ahmed Mohamed El-Sayed El-Madboh   | Ibrahim Mokhtari                                |
| 74 kg  | Ogbonna John                             | Ishak Boukhors                     | Maher Ghanami Amr Rida Ramadan Husajn           |
| 79 kg  | Ayoub Barraj                             | Sajf ad-Din Szukri Muhammad Mahmud | Mohamed Boudraa                                 |
| 86 kg  | Chalid Masud Isma’il Ahmad al-Mutamadawi | Roman Manitra Raharison            | Fatih Bin Faradżallah Ekerekeme Agiomor         |
| 92 kg  | Mohamed Fardj                            | Imed Kaddidi                       | Muhammad Abd Allah Abd al-Munim Abd Allah       |
| 97 kg  | Muhammad as-Sadawi                       | Martin Erasmus                     | Soso Tamarau Francisco Ngonda                   |
| 125 kg | Dija ad-Din Kamal Dżauda                 | Djahid Berrahal                    | Johannes Kriel                                  |

### kobiety styl wolny
| Waga  | Złoto:                      | Srebro:                               | Brąz:                          |
| 50 kg | Nada Madani Aszur Abd Allah | Sara al-Hamidi                        | Fatiha Sahmani Ibtissem Doudou |
| 53 kg | Joseph Essombe              | Bose Samuel                           | Chulud Ahmad Allam Ahmad       |
| 55 kg | Esther Kolawole             | Dorsaf Gharsi                         | Fatin Ramadan Szamandi Ahmad   |
| 57 kg | Odunayo Adekuoroye          | Iman Isam Dżauda Ibrahim              | Siwar Bousetta                 |
| 59 kg | Bisola Makanjuola           | Fatima Ramadan Dżuma Ahmad al-Kallini | Chulud al-Auni                 |
| 62 kg | Marwa al-Amiri              | Aminat Adeniyi                        | Berthe Etane                   |
| 65 kg | Hannah Rueben               | Amel Hammiche                         | Lilia Mejri                    |
| 68 kg | Blessing Oborududu          | Anta Sambou                           | Rihem Ayari                    |
| 72 kg | Zaineb Sghaier              | Sunmisola Balogun                     | Iman Hani Hifni Muhammad       |
| 76 kg | Samar Amir Ibrahim Hamza    | Blessing Onyebuchi                    | Yvette Zié                     |